# چک صخره‌ای شکم‌دارچینی
چک صخره‌ای شکم‌دارچینی، چک صخره‌ای تقلیدگر، چک تقلیدگر یا چک صخره‌ای، (نام علمی: Thamnolaea cinnamomeiventris) گونه‌ای از چک‌ها در خانواده مگس‌گیران جهان کهن (Muscicapidae) است که در زیستگاه‌های صخره‌ای در بیشتر مناطق جنوب صحرای شرقی آفریقا وجود دارد.
چک صخره‌ای تاج‌سفید (Thamnolaea coronata) غرب آفریقا گاهی در این گونه گنجانده می‌شود.